# Crocosmia pottsii
Crocosmia pottsii là một loài thực vật có hoa trong họ Diên vĩ. Loài này được (Baker) N.E.Br. miêu tả khoa học đầu tiên năm 1932.